# Maria Elvira
Maria Elvira Salles Ferreira (Belo Horizonte, 30 de junho de 1950) é uma profissional de Relações Públicas, jornalista, professora, radialista e política brasileira.
Maria Elvira foi fundadora do Centro Universitário Newton Paiva (1972) e diretora do Colégio Anchieta (1983-1984). Também dirigiu a Associação Comercial de Minas Gerais e foi conselheira do Conselho Nacional dos Direitos da Mulher, nomeada pelo Presidente José Sarney em 1985, para mandato de dois anos. Membro do Diretório Regional do PMDB (desde 1986), na carreira parlamentar elegeu-se deputada estadual na Assembleia de Minas pelo PMDB por duas legislaturas consecutivos, na 11ª e 12ª legislaturas (1987-1995)

e deputada federal também por duas vezes, de 1995 a 2003
.
Foi secretária de Estado de Turismo. É a atual presidente do PSB Mulher.